# Montouto (Santa Comba)
Montouto (llamada oficialmente Santa María de Montouto) es una parroquia y un lugar español del municipio de Santa Comba, en la provincia de La Coruña, Galicia.

## Entidades de población
Entidades de población que forman parte de la parroquia:
- A Bouza
- Amarelle
- Bouzas
- Bustelo
- Montouto
- Mourelle
- O Castro (O Castro do Porto)
- O Cotón
- O Cruceiro
- O Porto
- Ventorrillo

## Demografía

### Parroquia
| Gráfica de evolución demográfica de Montouto (parroquia) entre 2000 y 2019 |
|                                                                            |
| Datos según el nomenclátor publicado por el INE.                           |

### Lugar
| Gráfica de evolución demográfica de Montouto (lugar) entre 2000 y 2019 |
|                                                                        |
| Datos según el nomenclátor publicado por el INE.                       |